# ネルロ・サンティ
ネルロ・サンティ（Nello Santi、1931年9月22日 - 2020年2月6日）は、イタリアの指揮者。ヨーロッパ圏を中心に活動した。オペラの巨匠として知られる。ネッロ・サンティ、ネロ・サンティなどの表記もある。

## 人物・来歴
1931年、イタリア・アドリア生まれ。
1951年、パドヴァのヴェルディ歌劇場にて『リゴレット』を指揮しデビューする。
1958年、チューリヒ歌劇場にデビューする。この歌劇場とは密接な関係を保ち、数々の公演を成功に導いた。長期にわたって定期的に客演している。
1962年、ニューヨークのメトロポリタン歌劇場にデビューする。以後30年以上の長きにわたり、良好なパートナーシップが継続している。音楽評論家の奥田佳道によると、メトの楽団員・関係者からは、オペラの大家として神のように崇められているという。
スイスのバーゼル放送交響楽団の首席指揮者を10年にわたり務めた。オスロ・フィルハーモニー管弦楽団、読売日本交響楽団、NHK交響楽団などでもコンサート活動を行う。
1995年、アレーナ・ディ・ヴェローナの25周年祝賀を指揮した。
2001年、ナポリのサン・カルロ歌劇場における『二人のフォスカリ』で大成功を収める。この年、デビュー50周年を迎え、その功績は専門誌上において改めて高く評価された。
これまでに、ミラノ・スカラ座、コヴェント・ガーデン王立歌劇場、パリ・オペラ座、コロン歌劇場、サンフランシスコ歌劇場、ウィーン国立歌劇場、ハンブルク国立歌劇場、バイエルン国立歌劇場、フェニーチェ歌劇場など、欧州の主要歌劇場に登壇した。
2020年2月6日、スイス・チューリッヒにて逝去。88歳没。

## オペラのマエストロ
主要レパートリーは、ドニゼッティ、ロッシーニ、ヴェルディ、プッチーニ、ワーグナーなど。イタリア・オペラの大家として知られる。ワーグナーも得意とすることから、トスカニーニ、デ・サバタに続くイタリアの巨匠といえる。Hans Georg Nageliメダル、2001年STABの両賞の受賞、さらにイタリア政府より騎士称号を授与される。
ソプラノ歌手のアドリアーナ・マルフィージはサンティの実娘であり、NHK交響楽団定期公演でしばしば共演している。1976年、日本初の指揮者名鑑である「指揮者who,s who」（『レコード芸術』誌付録、音楽之友社）では、同世代のクラウディオ・アバドや少し若いリッカルド・ムーティと並べてイタリアの期待株として紹介されている。その後、他の2人のように大きなポストを得て活動を広げることはなかったものの、むしろオペラへの専念を強め、得がたいスペシャリストとして畏敬されている。オーケストラのすべての楽器を自ら演奏できる。どの楽器もかなりレベルが高い。
NHK交響楽団のオーボエ奏者を務めた茂木大輔はサンティについて「あらゆるレパートリーを全て（オペラも！）暗譜していることで有名で、スコアはそこいらへんの楽器屋さんでも売っているような『ポケット・スコア（小型）』の、とっくに製本が壊れてバラバラになったような古いやつを持ってきて時々開いていたが、本番は一切スコアなし。懐中時計型の古〜いメトロノームをポケットに入れていて、時々テンポを確認されていた」と回想している。

## 日本との関係
NHK交響楽団や読売日本交響楽団などに定期的に客演している。近年ではN響との関係が深い。
- 1999年、読売日本交響楽団定期公演で、ブラームスやメンデルスゾーンの交響曲を指揮した。
- 2001年、NHK大阪ホールの完成を記念した第1446回NHK交響楽団定期公演（11月14日・15日、サントリーホール）及び特別公演（11月17日・18日、NHK大阪ホール）でワーグナーの、続く第1447回NHK交響楽団定期公演（11月23日・24日、NHKホール）でヴェルディのオペラ作品を指揮した。
- 2003年、東京藝術大学のオーケストラを指揮した。
- 2005年、PMFオーケストラの札幌での公演の他に東京・大阪公演も指揮した。
- 2007年、N響定期公演で『ラ・ボエーム』を指揮、圧倒的な演奏で聴衆を魅了する。その年の「心に残ったコンサート」第1位に選ばれた。
- 2010年、N響定期公演で『アイーダ』を指揮、またもや聴衆を熱狂させる。カーテンコールは15分以上も続き、その年の「心に残ったコンサート」第1位に選ばれた。